# Vouzon
Vouzon is een gemeente in het Franse departement Loir-et-Cher (regio Centre-Val de Loire). De plaats maakt deel uit van het arrondissement Romorantin-Lanthenay. Vouzon telde op 1 januari 2022 1.424 inwoners.

## Geografie
De oppervlakte van Vouzon bedroeg op 1 januari 2022 78,25 vierkante kilometer; de bevolkingsdichtheid was toen 18,2 inwoners per km².
De onderstaande kaart toont de ligging van Vouzon met de belangrijkste infrastructuur en aangrenzende gemeenten.

## Demografie
Onderstaande figuur toont het verloop van het inwonertal (bron: INSEE-tellingen).

## Bekende personen uit Vouzon
- Pierre-Alain Volondat (28 juli 1962), Pianist